# Jansmyrberget
Jansmyrberget är ett naturreservat i Ragunda kommun i Jämtlands län.
Området är naturskyddat sedan 2005 och är 28 hektar stort. Reservatet omfattar Jansmyrbergets väst-sydvästsluttning och består av  lövrik barrnaturskog. 